# Magyar Vöröskereszt

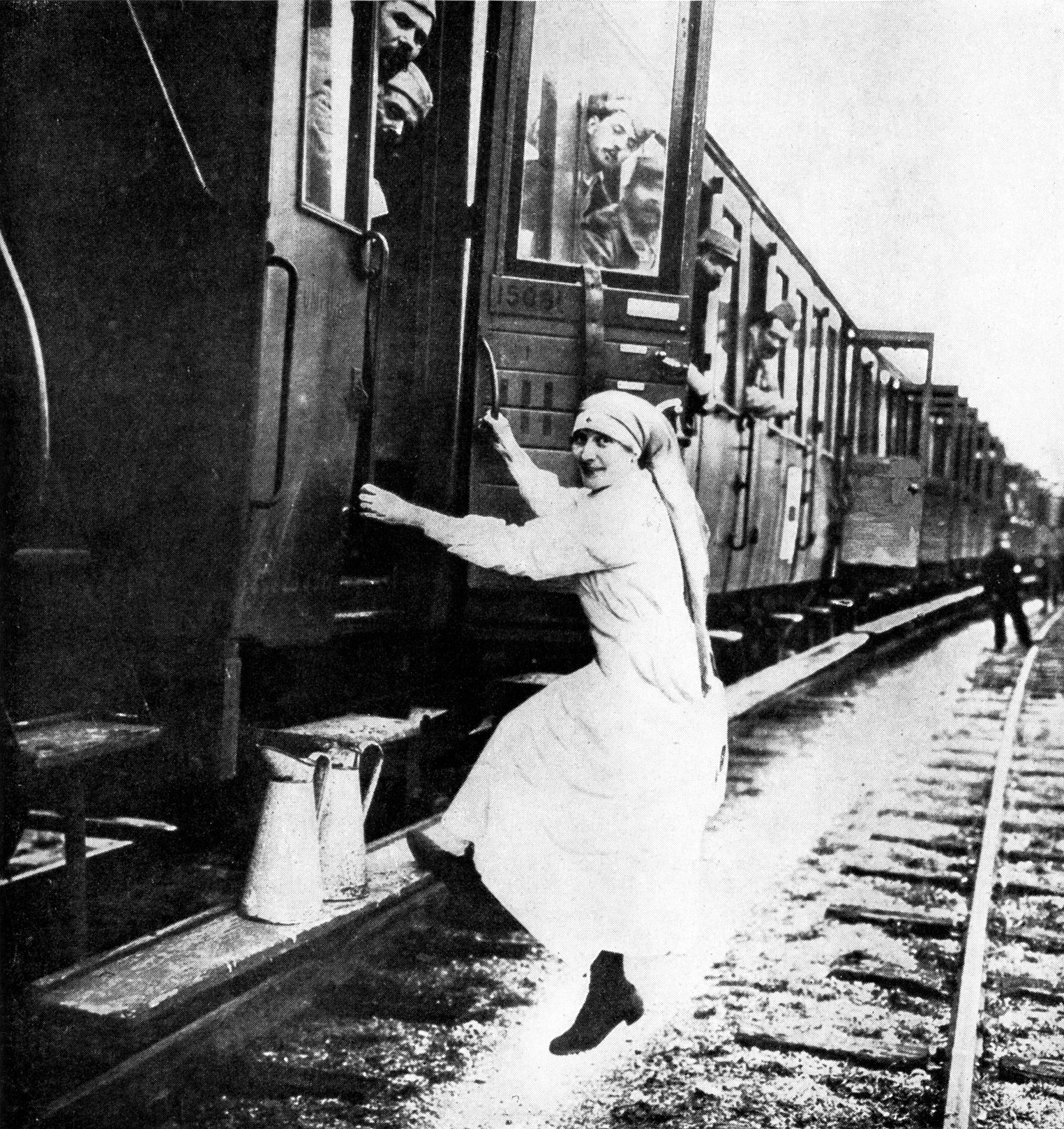
Önkéntes ápolónők részvétele az első világháborúban

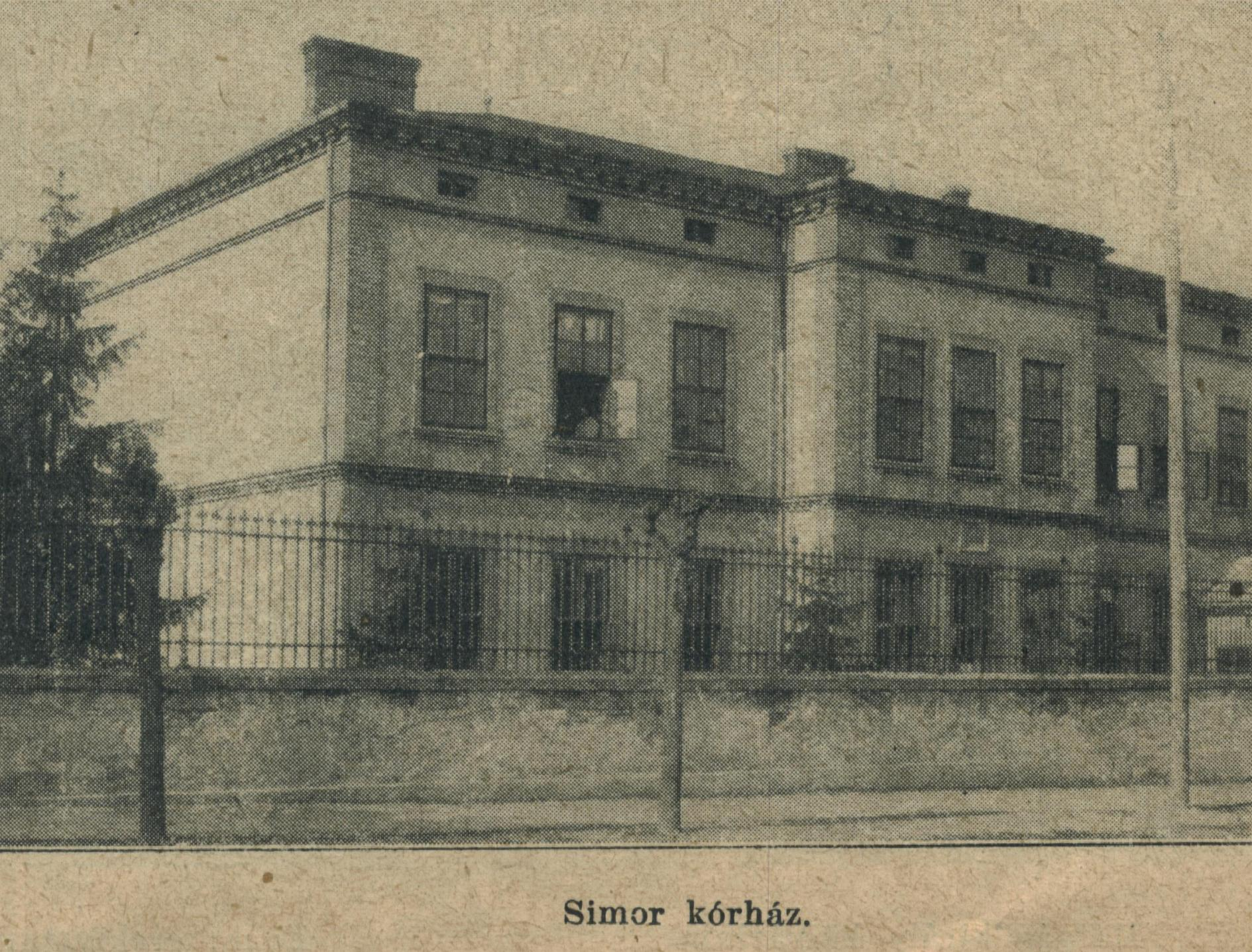
Az egykori Vöröskereszt Kórház Esztergomban

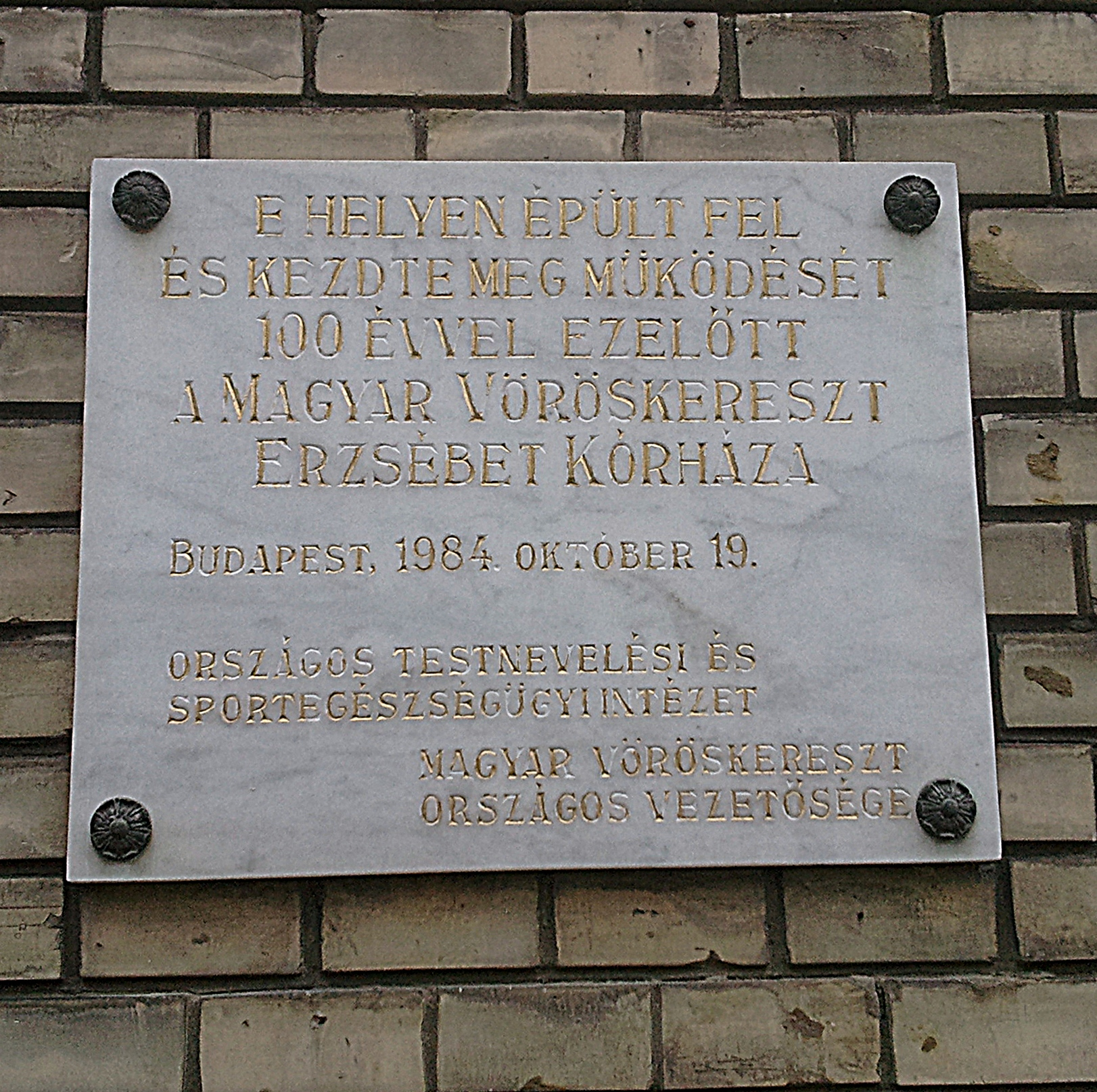
Az Erzsébet Kórház emléktáblája

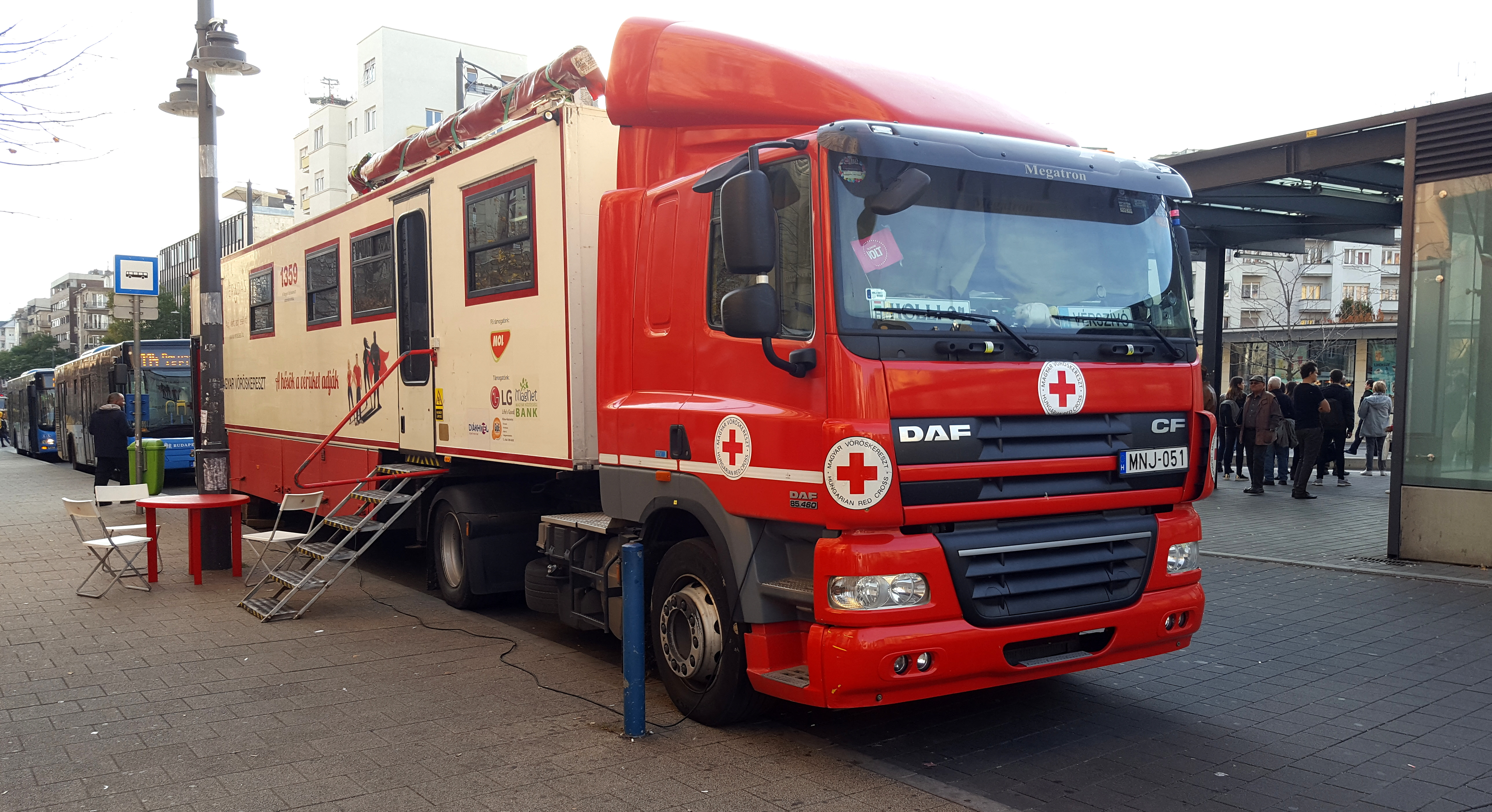
A Magyar Vöröskereszt véradó kamionja 2018-ban a Móricz Zsigmond körtéren

A Magyar Vöröskereszt (Magyarországon a köznyelvben használatos neve: Vöröskereszt) a Nemzetközi Vöröskereszt és Vörösfélhold Mozgalomhoz csatlakozó, a Nemzetközi Vöröskereszt alapelvei és elismerési feltételei szerint működő nemzeti humanitárius társadalmi szervezet. Az 1993. évi XL., valamint a 2011. évi CLXXV. törvény rendelkezéseinek értelmében közhasznú szervezet. A 2017. évi LXXVI. törvény szerint külföldről támogatott szervezetnek minősül.
A Magyar Vöröskereszt demokratikus tömegszervezet, amely elősegíti és szervezi az embereknek az egészségügyi kultúra fejlesztésére és terjesztésére, az egészségügyi viszonyok javítására irányuló munkáját, azaz előmozdítja a lakosság bevonását az egészségügy különböző feladatainak megoldásába. További célja a nemzetközi együttműködés biztosítása és fejlesztése az egészségügy területén.

## Főbb tevékenységei
A Magyar Vöröskereszt főbb tevékenységei közé tartozik:
- egészségügyi felvilágosítási munka szervezése és végzése a lakosság körében;
- közreműködés a különböző állami akciók zavartalan lebonyolításában: védőoltások, szűrővizsgálatok, tisztasági mozgalom;
- véradók toborzása;
- közreműködés az elemi csapások elhárításában[3];
- tevékeny részvétel az elsősegélynyújtásban illetve -oktatásban (vö. KRESZ-oktatás);
- önkéntes ápolók és ápolónők kiképzése;
- alapfokú elsősegélynyújtó tanfolyamok tartása a lakosság körében;
- keresőszolgálat;
- önkéntesek képzése hely szerint.

## Története
A magyar szabadságharc leverése után az 1867. évi kiegyezéssel létrejött Osztrák–Magyar Monarchia is csatlakozott a Genfi egyezményekhez, a magyar kormány azonban ragaszkodott ahhoz, hogy az önkéntes egészségügyi szolgálatot Magyarországon külön és önállóan szervezzék meg. Az 1878. április 12-én megtartott értekezleten döntés született Ausztriában és Magyarországon önállóan működő Vörös Kereszt Egyletek szervezési és működési alapelveinek kimunkálásáról. Miközben az önálló magyar segélyegylet létrehozásáról folytak a tárgyalások, a K.u.K. hadserege 1878-ban megindultak Bosznia-Hercegovina megszállására. Ebben az időben már számos jótékony nőegylet működött Magyarországon. Ezek vezetői közös értekezletet tartottak és elhatározták, hogy mozgalmat indítanak a Bosznia-Hercegovinában harcoló katonák, valamint az itthon maradt hozzátartozóik megsegítésére. Központi Segélyező Nőegylet néven gyűjtést kezdeményeztek. A kezdeményezés jelentős eredményét tapasztalva a Nőegylet vezetői elhatározták, hogy munkájukat állandósítják és az egész országra kiterjesztik. Bizottságot választottak, hogy a Genfi egyezményeknek megfelelő alapszabályt dolgozzon ki. Az elfogadott Alapszabály szerint 1879. március 27-én megtartott közgyűlésen megalakult a Magyar Országos Segélyező Nőegylet Erzsébet királyné védnöksége alatt. A Nőegylet elismerésre méltó munkát végzett a Vöröskereszt eszméinek terjesztésében, kezdeményezésére bontakozott ki hazánkban az önkéntes és hivatásos ápolónőképzés. Vezetői részt vettek a Magyar Vöröskereszt megalakításában, így joggal tekinthetjük őket a Magyar Vöröskereszt közvetlen elődjének.
A Vöröskereszt magyar szervezetének alakulásáról A Hon 1881. május 16-i esti száma tudósított: "[a] vörös-kereszt férfiegylete ma délelőtt tartotta a múzeum dísztermében gr. Károlyi Gyula elnöklete alatt alakuló ülését." Az egylet a Magyar Nemzeti Múzeumban történt megalakulása másnapján, 1881. május 17-én mondta ki egyesülését az Országos Segélyező Nőegylettel: "(...) Károly Lajos főhercegnek, mint a király ő felsége helyettesének elnöklete alatt folyt le az egyesült vörös-kereszt egylet alakuló közgyűlése az akadémia dísztermében." Ivánka Imre tevékenyen részt vett a Magyar Vöröskereszt megalapításában, melynek gondnoka lett (1881–1890). 1884-ben a Nemzetközi Vöröskereszt II. értekezletén Genfben németül számolt be a Magyar Vöröskereszt tevékenységéről.
A központi választmány értesítette a Vöröskereszt Nemzetközi Bizottságát a Magyar Szent Korona Országai Vörös-Kereszt Egyletének megalakulásáról, valamint kérte felvételét a nemzetközi kötelékbe. A Vöröskereszt Nemzetközi Bizottsága (ICRC) 1882. január 20-án kelt körlevelében jelentette be a magyar egylet működését. A Magyar Vöröskereszt egyenjogú tagja lett a nemzetközi mozgalomnak, azóta is aktív tagja. Az elmúlt évszázadban a Magyar Vöröskereszt megszakítás nélkül működik Magyarországon. 1919-től tagja a Vöröskereszt és Vörösfélhold Társaságok Nemzetközi Szövetségének (IFRC). 1992-től a Magyar Köztársaság mindenkori elnöke a Magyar Vöröskereszt fővédnöke.

### Vezetői
- 1891–1918 és 1921–1923: Csekonics Endre
- 1956: Killner György (kormánybiztos)
- 1957 – 1989: Gegesi Kiss Pál elnök
- 1989 – 2004: dr. Andics László elnök
- 2004 – 2012 Habsburg György elnök
- 2012 – 2021: dr. Göndöcs Zsigmond elnök
- 2021 óta:  dr. Fodor Antalné elnök

## Törvény a Magyar Vöröskeresztről
1993-ban a Magyar Vöröskeresztről törvény született.

„Az Országgyűlés a háborúk áldozatainak védelmére vonatkozóan
Genfben, 1949. augusztus 12-én kötött Egyezmények, ezek 1977. június 8-án aláírt I. és II. kiegészítő jegyzőkönyvei, valamint a Nemzetközi Vöröskereszt és Vörösfélhold Mozgalom 1986-ban elfogadott alapszabálya szellemében, a Magyar Vöröskeresztről és annak tevékenységéről a következő törvényt alkotja: (...)
2. § (1) A Vöröskereszt - alaptevékenysége körében - a következő feladatokat látja el:
a) Háború esetén részt vesz a háború áldozatainak mentésében, az áldozatokról és a hadifoglyokról nyilvántartást vezet, a
rászorulók, illetve hozzátartozóik részére tájékoztatást, átmeneti anyagi vagy természetbeni segélyt nyújt;
b) természeti vagy más katasztrófahelyzet esetén a rászorultakat felkutatja, részükre átmeneti segélyeket, illetve
jogsegélyt biztosít; az áldozatok mentésére segélycsapatokat működtet;
c) az eltűnt személyek felkutatására keresőszolgálatot működtet;
d) átmeneti szállások megteremtésével, fenntartásával és egyéb módon közreműködik a menedéket kérők és a menekültek megsegítésében, előmozdítja hazatérésük lehetőségének mielőbbi megteremtését;
e)egészségneveléssel, házigondozó-szolgálat kialakításával, elsősegélynyújtás oktatásával, továbbá a
rendelkezésére álló eszközökkel hozzájárul az élet- és egészségvédelemhez;
f) szervezi az önkéntes véradók részvételét a véradásban, és részt vesz a vérellátás rendszerének fejlesztésében;
g) a rászorultak részére igény szerint - az alapszabályban meghatározott módokon - szociális segítséget nyújt.”

– (részlet az 1993. évi XL. törvényből)

## Jelképei és használatuk
A Vöröskereszt jelképei a törvény 5. §-a szerint az ismertetőjele, a jelvénye és a megnevezése (a jogszabályban együtt: jelvény).
- A Vöröskereszt ismertetőjele a fehér alapon nyugvó vörös kereszt.
- A Vöröskereszt jelvénye kör alakú, fehér mezőben nyugvó vörös kereszt, Magyar Vöröskereszt megnevezéssel, mint körfelirattal.(2)
- Az ismertetőjel, jelvény és megnevezés (a továbbiakban együtt: jelvény) mind béke, mind háború idején a Vöröskereszt szervein kívül csak a nemzetközi egyezményekben meghatározott egészségügyi alakulatok és intézmények, valamint az utóbbiak személyzetének és felszerelésének védelmére vagy megjelölésére használható. A Vöröskereszt béke idején, kivételesen - a nemzetközi egyezményekben meghatározott célokra - engedélyezheti a jelvények, valamint annak utánzását jelentő minden jelnek vagy elnevezésnek a használatát az arra egyébként nem jogosult magánszemélyek vagy szervezetek számára.
- A jelképek illetéktelen használata szabálysértésnek minősül.